# DLX (Gen)
DLX ist eine Familie von homöodomänen Transkriptionsfaktoren, die den „Distal-less“-Genen (Dll) der Drosophila sehr ähnlich sind.
Die Familie hängt mit einer Reihe von Entwicklungsmerkmalen zusammen. Zudem sind sie artübergreifend gut erhalten vorzufinden.
Bekannte Mitglieder der Familie umfassen DLX1 bis DLX7. Sie bilden untereinander große Gengruppen. Bei Wirbeltieren gibt es die Gruppen DLX1-DLX2, DLX5-DLX6 und DLX3-DLX7. Jede dieser Gruppen ist mit einem spezifischen Hox-Gen-Cluster verknüpft. In höher entwickelten Fischen, wie etwa dem Zebrafisch, gibt es einige zusätzliche DLX-Gene, DLX5 und DLX8. Die orthologischen Gene DLX4 und DLX6 der Zebrafische entsprechen bei den Wirbeltieren DLX5-DLX6, welche bei den Zebrafischen ein großes Gen-Cluster bilden. Diese zusätzlichen Gene sind weder untereinander noch mit irgendeinem anderen DLX-Gen verknüpft.
DLX4, DLX7, DLX8 und DLX9 sind bis auf das erste Exon identisch und befinden sich auf dem gleichen chromosomalen Locus 17q21.33; sie stellen vermutlich Isoformen desselben Gens dar. Die Isoform BP1 wird in einigen bösartigen Tumoren verstärkt exprimiert, z. B. in Brustkrebs, Prostatakrebs, Leukämie, und nichtkleinzelligem Lungenkrebs. Brusttumoren, die das Gen exprimieren, wachsen schneller und metastasieren früher.
DLX-Gene sind für die tangentiale Wanderung von Interneuronen vom Subpallium zum Pallium während der Gehirnentwicklung der Wirbeltiere erforderlich. Es ist vorgeschlagen worden, dass DLX die Wanderung von Interneuronen durch Unterdrücken einer Reihe an Proteinen fördert, welche sich normalerweise in begrenzt differenzierten Neuronen äußern und das Auswachsen von Dendriten und Axonen fördern. Mäuse, denen DLX1 fehlt, weisen elektrophysiologische und histologische Anzeichen mit Epilepsie auf.
DLX2 wurde mit einer Reihe von Bereichen in Verbindung gebracht, einschließlich der Entwicklung der Zona limitans intrathalamica und dem Präthalamus.
DLX5/6-Expression ist bei Wirbeltieren für die Strukturierung des Unterkiefers erforderlich.